# Klippbrosme
Klippbrosme (Phycis phycis) är en fisk i familjen skärlångefiskar. 

## Utseende
Klippbrosmen är en långsträckt fisk med två ryggfenor, den främre kort, och den bakre långsträckt. Bukfenorna har starkt förlängda fenstrålar, vilka som mest kan nå till analfenans början. Ovandelen av kroppen är rödbrun, en färg som bleknar mot buken. Rygg-, anal- och stjärtfenor har mörka yttre delar, ibland med ljusa kanter. Arten kan bli 65 cm lång och väga 3,9 kg, men är oftast mycket mindre.

## Vanor
Arten lever nära bottnen på sten- och sandbotten, gärna i närheten av undervattensklippor. Den är nattaktiv och gömmer sig bland klippor under dagen. Den kan påträffas från 13 m till åtminstone 650 m, men är vanligast på djup mellan 100 och 200 m. Födan består av fisk och mindre, ryggradslösa djur.

## Utbredning
Klippbrosmen finns i östra Atlanten från Biscayabukten över Medelhavet till Marocko och Kap Verdeöarna, samt västerut till Azorerna.

## Ekonomiskt utnyttjande
Ett visst kommersiellt fiske med trål, fisknät och långrev förekommer. Den saluförs regelbundet i bland annat Spanien, Italien och Marocko, vanligtvis färsk.